# Herbigny (Ardennes)
Pour les articles homonymes, voir Herbigny.
Herbigny est une localité de Justine-Herbigny et une ancienne commune française, située dans le département des Ardennes en région Grand Est.
Elle fusionne avec la commune de Justine, le 15 février 1965, pour former la commune de Justine-Herbigny.

## Géographie
La commune avait une superficie de 5,24 km2

## Histoire
Par arrêté préfectoral du 30 janvier 1965, la commune de Herbigny est fusionné, le 15 février 1965, avec la commune de Justine, pour former la commune de Justine-Herbigny. L'ancienne commune devient le chef-lieu de la nouvelle commune.

## Administration
| Période                                  | Période | Identité | Étiquette | Qualité |
| ---------------------------------------- | ------- | -------- | --------- | ------- |
| Les données manquantes sont à compléter. |         |          |           |         |
|                                          |         |          |           |         |

## Démographie
| 1793 | 1800 | 1806 | 1821 | 1831 | 1836 | 1841 | 1846 | 1851 |
| ---- | ---- | ---- | ---- | ---- | ---- | ---- | ---- | ---- |
| 205  | 267  | 272  | 268  | 301  | 299  | 301  | 302  | 301  |

| 1856 | 1861 | 1866 | 1872 | 1876 | 1881 | 1886 | 1891 | 1896 |
| ---- | ---- | ---- | ---- | ---- | ---- | ---- | ---- | ---- |
| lac. | lac. | 294  | 273  | 280  | 260  | 250  | 246  | 219  |

| 1901 | 1906 | 1911 | 1921 | 1926 | 1931 | 1936 | 1946 | 1954 |
| ---- | ---- | ---- | ---- | ---- | ---- | ---- | ---- | ---- |
| 218  | 186  | 182  | 158  | 146  | 130  | 116  | 104  | 103  |

| 1962 | - | - | - | - | - | - | - | - |
| ---- | - | - | - | - | - | - | - | - |
| 107  | - | - | - | - | - | - | - | - |

Histogramme

(élaboration graphique par Wikipédia)